# 李海忠
李海忠（1929年—2022年12月20日），男，山西武乡人，中华人民共和国政治人物，曾任中共湖北省委常委，湖北省人大常委会副主任。